# Puchar Ameryki Południowej w narciarstwie dowolnym 2021
Puchar Ameryki Południowej w narciarstwie dowolnym 2021 miał rozpocząć się 8 sierpnia 2021 r. w chilijskim ośrodku narciarskim El Colorado. Zmagania początkowo miały zakończyć się 26 września 2021 r. w argentyńskim kurorcie Cerro Catedral, jednak zawody zostały odwołane, tj. cały cykl.

## Konkurencje
- SX = skicross
- BA = big air
- SS = slopestyle

## Kalendarz i wyniki

### Mężczyźni
| Lp | Data             | Miejscowość    | Konkurencja | 1. miejsce | 2. miejsce | 3. miejsce |
| -- | ---------------- | -------------- | ----------- | ---------- | ---------- | ---------- |
| 1. | 8 sierpnia 2021  | El Colorado    | BA          | Odwołano   | Odwołano   | Odwołano   |
| 2. | 9 sierpnia 2021  | El Colorado    | BA          | Odwołano   | Odwołano   | Odwołano   |
| 3. | 20 września 2021 | Cerro Catedral | BA          | Odwołano   | Odwołano   | Odwołano   |
| 4. | 21 września 2021 | Cerro Catedral | BA          | Odwołano   | Odwołano   | Odwołano   |
| 5. | 24 września 2021 | Cerro Catedral | SS          | Odwołano   | Odwołano   | Odwołano   |
| 6. | 25 września 2021 | Cerro Catedral | SS          | Odwołano   | Odwołano   | Odwołano   |
| 7. | 26 września 2021 | Cerro Catedral | BA          | Odwołano   | Odwołano   | Odwołano   |

### Kobiety
| Lp | Data             | Miejscowość    | Konkurencja | 1. miejsce | 2. miejsce | 3. miejsce |
| -- | ---------------- | -------------- | ----------- | ---------- | ---------- | ---------- |
| 1. | 8 sierpnia 2021  | El Colorado    | BA          | Odwołano   | Odwołano   | Odwołano   |
| 2. | 9 sierpnia 2021  | El Colorado    | BA          | Odwołano   | Odwołano   | Odwołano   |
| 3. | 20 września 2021 | Cerro Catedral | BA          | Odwołano   | Odwołano   | Odwołano   |
| 4. | 21 września 2021 | Cerro Catedral | BA          | Odwołano   | Odwołano   | Odwołano   |
| 5. | 24 września 2021 | Cerro Catedral | SS          | Odwołano   | Odwołano   | Odwołano   |
| 6. | 25 września 2021 | Cerro Catedral | SS          | Odwołano   | Odwołano   | Odwołano   |
| 7. | 26 września 2021 | Cerro Catedral | BA          | Odwołano   | Odwołano   | Odwołano   |